# Паршин, Павел Геннадьевич
Па́вел Генна́дьевич Па́ршин (род. 2 января 1994) — российский легкоатлет, специалист по спортивной ходьбе. Выступал за сборную России по лёгкой атлетике в 2010-х годах, обладатель бронзовой медали юношеских Олимпийских игр в Сингапуре, чемпион мира среди юношей и Европы среди юниоров, победитель Кубка Европы среди юниоров, призёр первенств всероссийского значения. Представлял Мордовию. Мастер спорта России международного класса.

## Биография
Павел Паршин родился 2 января 1994 года.
Занимался спортивной ходьбой в Центре олимпийской подготовки в Саранске, проходил подготовку под руководством тренеров Н. Ф. Кабанова, К. Н. Начаркина, В. В. Начаркиной, В. В. Аверкина, В. Головина.
Впервые заявил о себе в мае 2010 года, когда на прошедшем в Москве европейском квалификационном легкоатлетическом турнире юношеских Олимпийских игр в Сингапуре стал серебряным призёром в ходьбе на 10 000 метров. На самих Играх в августе взял в той же дисциплине бронзу.
В 2011 году на Кубке Европы по спортивной ходьбе в Ольяне в гонке юниоров на 10 км финишировал пятым, став серебряным призёром командного зачёта. На юношеском мировом первенстве в Лилле превзошёл всех своих соперников на дистанции 10 000 метров и завоевал золотую медаль.
В 2012 году на юниорском мировом первенстве в Барселоне занял в ходьбе на 10 000 метров 11-е место.
На Кубке Европы 2013 года в Дудинце одержал победу в личном и командном зачётах юниоров. В дисциплине 10 000 метров был лучшим на юниорском европейском первенстве в Риети.
В 2014 году в ходьбе на 20 км показал 44-й результат на Кубке мира в Тайцане, взял бронзу на чемпионате России в Чебоксарах.
В 2015 году в 20-километровой дисциплине выиграл бронзовую медаль на молодёжном европейском первенстве в Таллине.
В 2016 году победил на Кубке России в Костроме.
В 2017 году финишировал седьмым на зимнем чемпионате России в Сочи и на этом завершил спортивную карьеру.
За выдающиеся спортивные достижения удостоен почётного звания «Мастер спорта России международного класса».